# Iván Sánchez-Rico Soto
Iván Sánchez-Rico Soto (Aranjuez, 11 d'agost de 1980) més conegut com a Riki, és un futbolista professional madrileny, que ocupa la posició de davanter.

## Trajectòria
Després de destacar al Real Aranjuez, ingressa al planter del Reial Madrid, jugant als equips C i B de l'entitat. El 2004 fitxa pel veí conjunt del Getafe CF, amb qui debuta a primera divisió. Realitza una destacada campanya 05/06, en la qual marca 8 gols en 32 partits. Aquesta xifra possibilita el seu fitxatge pel Deportivo de La Corunya.
A l'equip gallec ha alternat la titularitat amb la suplència, tot i gaudir de minuts cada temporada. Hi destaca la temporada 08/09, marcant sis gols en 28 partits, 21 d'ells eixint de la banqueta.